# 삼도수군통제사
삼도수군통제사(三道水軍統制使)는 충청도, 전라도, 경상도의 수군(水軍)을 총지휘하는 조선시대의 관직으로 관품은 종2품이다. 지휘 관청과 해군 기지로 삼도수군통제영을 두었다.
삼도수군통제사는 그 직책 특성상 수군 총사령관급이며, 육군과 수군을 아우르는 전군 총사령관에 대응되는 도원수의 부하이다. 단, 도원수는 전쟁 발발 또는 사변이 있을 때만 임명되는 임시 관직이며, 삼도 수군 통제사는 항상 유지되는 상설 관직이라는 차이점이 있다.
통제영에서 삼도수군통제사를 보좌하는 바로 아래 관직은 정3품 수군 우후이다. 통제영 부사령관 또는 참모장에 해당한다.

## 하삼도
하삼도(下三道)는 경상도, 전라도, 충청도를 일컫는 말이다. 이 지명은 《고려사》에도 등장한다. 따라서 그 이전에도 쓰였던 지명임을 알 수 있다.

### 경상좌수영
경상좌수영은 경상좌도수군 절도사의 진영으로, 주로 왜구의 침입경로인 낙동강에서 경주지역까지의 수로 방어를 담당하였다. 최초로 설치된 곳은 부산 동래현이었고, 태종 때 울산 개운포로 이전하였다가, 1592년 동래 남촌으로 옮겨갔다. 1635년 인조 13년에는 최초의 장소인 감만이포로 옮겼다가 왜관과 가깝다는 이유로 1652년 효종 3년에 다시 동래 남촌으로 옮겨가게 되었다. 임란 당시에는 박홍이 맡았지만 일본군에 의해 와해되면서 임란이 끝날 때까지 경상좌수영은 제 기능을 하지 못했다. 정유재란 당시에는 전 옥포만호 이운룡이 맡았으나 원균의 칠천량 해전 이후 삼도 수군이 전멸하자 경상좌수군은 당시 경상도 지역에서 육전에 참가하였다.

### 경상우수영
경상우수영은 경상우도수군 절도사의 진영이다. 경상도 우수영은 처음에 거제에 두었다가 1604년(선조 37년) 고성(固城 : 지금의 통영시)으로 옮겼다. 경상우수영은 삼도수군통제영으로 기능하였으며, 이순신과 원균이 통제사를 역임한 임진왜란 기간을 제외하면 대부분은 경상우수사가 통제사를 겸임하였다.

### 전라좌수영
1479년 성종 10년 전라도 수군절도사영이 전라좌수영과 전라우수영으로 분리되면서 내례만호진 자리(현재 여수)에 설치되었다. 이순신은 임진왜란이 발발하기 1년 전인 1591년에 전라좌도 수군절도사로 임명되었다. 5관(순천, 흥양, 광양, 낙안, 보성), 5포(사도, 여도, 녹도, 방답, 발포)를 둔 작은 수군기지였지만 이순신이 연전연승을 하고, 통제사를 겸하게 되면서 통제영 역할을 수행하였다. 이순신의 후임인 이시언 수사까지는 통제영 역할을 수행하였지만 류형이 신임 통제사로 부임한 이후에는 경상우수영에 그 지위를 넘겨 주게 된다. 그러나 조선 후기로 가면서 점차 중요성이 증대되었다.

### 전라우수영
1377년 고려 우왕 3년에 무안 당곶포에 수군이 처음 설치된 후, 1440년 세종 22년에 해남 황원관으로 옮겼다. 1465년 세조 11년에 수군절도사영으로 승격하였다. 임진왜란 당시 이억기가 전라우수사로 재임하였으며 이억기가 칠천량 해전서 전사한 다음에는 김억추가, 명량 해전 직후 거제현령 안위가 승진하여 임명되었다. 임진왜란 때 명량 해전의 주요 본거지가 되었다. 대동지지에 따르면 7관 18포로 구성되어 있어 임란 당시 조선 수군 군영 중 가장 규모가 컸다.

### 충청수영
고려말 왜구의 침입이 잦은 지역이었고, 간단한 형태의 방어진만 존재하다가 1447년 세종 29년 대마도 정벌과 함께 수군과 기지를 정비하고, 충청수영의 체계를 갖추었으며, 1466년 세조 12년에 충청수군절도사로 승격하였다. 왜구의 침탈로부터 방어하고 한양으로 가는 조운선을 보호하는 임무를 수행하였다. 임란시에는 정걸과 선거이가 재임하였다. 정걸이 재임하던 당시 그는 행주대첩 당시 권율에게 화살등 물자를 지원하여 승리에 기여하였다. 정유재란 당시에는 최호가 맡았지만 그가 칠천량 해전에서 전사하여 후임으로 임란시 전라좌수사 이순신의 휘하의 장수였던 전 경상우수사 권준이 맡았다. 현재의 오천항 지역에 해당한다.

## 같이 보기
- 도원수
- 여수시
- 통영시
- 이순신
- 우치적
- 이운룡
- 원균
- 홍남주
- 이준한
- 이홍술
- 이재항
- 이당
- 이국현
- 이재봉
- 심낙신
- 수군절도사
- 통영 삼도수군통제영
- 대한민국의 해군참모총장
- 유명수군도독(有明水軍都督)